# Leonardo Bortolini
Leonardo Luiz Tezelli Bortolini (Campo Mourão, 10 de abril de 1977) é um handebolista brasileiro, que atuava como armador central.
Formou-se em agronomia pela Universidade Estadual de Maringá e, atualmente, faz faculdade de educação física.

## Trajetória desportiva
Ainda na infância mudou-se para Maringá, onde estudou no Colégio Marista e começou a jogar basquetebol e tênis. Após abandonar o basquete, em 1989, ingressou no handebol e, depois de três anos conciliando tênis e handebol, optou apenas pela modalidade coletiva.
Participou dos Jogos Pan-Americanos de 1999 em Winnipeg, conquistando a medalha de prata. A seguir, cursou a faculdade em período integral, o que o levou a treinar apenas no período da noite; logo após concluir o curso, em 2000, mudou-se para o Rio de Janeiro, onde defendeu o Vasco da Gama por dois anos. Em seguida transferiu-se para o Esporte Clube Pinheiros, onde jogou por três anos, antes de se mudar para Londrina.
Participou dos Jogos Pan-Americanos de 2007 no Rio de Janeiro, onde foi medalhista de ouro.
Em 2008 integrou a seleção brasileira nos Jogos Olímpicos de Pequim, e ficou na 11º colocação.
Atuou pela seleção brasileira entre 1995 e 2012.

### Clubes
- Handebol Maringá: 1995 a 2000
- Vasco da Gama: 2000 a 2002
- EC Pinheiros: 2002 a 2004
- Unopar/FEL/Sercomtel: 2005 a 2012

### Títulos
Jogos Pan-Americanos
- Medalha de ouro: 2007

Handebol Londrina
- Liga Nacional: 2005 e 2008
- Pan-americano de clubes: 2009